# Boiadeiro de Appenzell
O boiadeiro de Appenzell[Nota](em alemão:  Appenzeller Sennenhund) é uma raça de cães de grande porte oriunda de Appenzell, Suíça. É uma das quatro raças regionais de cães de boiadeiro dos alpes suíços, juntamente com o Bernês, o Grande Suíço, e o Boiadeiro de Entlebuch.
Especula-se que seja descendente de extintos mastifes romanos que estiveram na Suíça há cerca de dois mil anos. Reconhecido como trabalhador versátil, o Boiadeiro de Appenzell era capaz de pastorear o gado, guardar a fazenda e puxar carroças. Pouco visto fora da Suíça, sua cauda enrolada, única entre os boiadeiros suíços, sugere parentesco com cães do tipo spitz.
Fisicamente pode atingir os 32 kg e medir 58 cm. De adestramento considerado difícil, tem a pelagem curta e densa, brilhosa e com subpelo denso. Sua cabeça deve ter uma mancha no focinho, afunilando de forma simétrica entre os olhos.